# Фридрих Пернштейн
Фридрих Пернштейн (Фридрих из Медлова) (чеш. Fridrich z Pernštejna, Fridrich z Medlova; нем. Friedrich von Pernstein; родился в 1270 году — скончался 22 марта 1341 года) — представитель ордена миноритов, выходец из моравской дворянской семьи Пернштейнов; папский пенитенциарий (исповедальный) и архиепископ Риги с 1304 по 1341 год.

## Происхождение
Фридрих из рода Пернштейнов известен благодаря документу папы Иоанна XXII от 14 января 1333 года. Римский понтифик назначил его на должность визитора в монастыре августинцев в Доубравнике (Моравия), где он должен был призвать к порядку свою родственницу, игумению Евфимию (Офка), которая вела развратный образ жизни. Монастырь в Доубравнике был основан членами семьи Пернштейн или её родственниками, представителями семьи Медлов; считается, что Фредерик происходит из этой семье. Тем не менее, доподлинно неизвестно, использовал ли он в действительности дворянскую приставку «фон» при фамилиях Медлов или Пернштейн. По всей видимости, Фридрих успешно исполнял папские приказы. Во всяком случае, игуменья Евфимия была все еще в должности на момент 1344 года. Нет никаких указаний на то, что Фридрих лично дал указание реформировать монастырь или сместить его настоятельницу.

## Ранний этап биографии
Вполне вероятно, что Фридрих был внуком Штепана I из Медлова, который с 1208 по 1258 годы занимал должность бургграфа замка Девички (Майденбурга). Родители, чьи имена и даты рождения и смерти окончательно неизвестны, готовили его для духовной карьеры. Дата рождения самого Фридриха также неизвестна. Считается, что это он упоминается под именем dominus Fridericus из Богемии, который в 1290 году поступил в Болонский университет.  Также точно не известно, когда он вступает в орден францисканцев-миноритов. Они послали его в Рим, где он начал карьеру в папской курии. Вполне возможно, что он вошёл в ближайшее окружение папы Бонифация VIII, но достоверных сведений по этому поводу не имеется. Еще до 1304 года он был произведен в папские пенитенциарии. Известно, что он написал биографию Святого Франциска, которая не сохранилась.

## Назначение в Ригу, участие в войне
21 марта 1304 года Фредерик был назначен папой Бенедиктом XI архиепископом Риги после отказа своего предшественника, скандального датского церковного деятеля Йенса Гранда, переселиться в Ригу. Весной 1305 он прибывает в Ригу, где он вынужден был вступить в моральный конфликт с капитулом Домского собором, который не принимал участия в его выборах и был недоволен вмешательством папы во внутренние вопросы архиепархии. Фактически во время его правления спор между Ливонским орденом и рижанами вспыхнул с новой силой и не затухал до победы орденских войск в 1330 году. Кроме того, в рамках столкновения Ливонского ордена и рижан возник спор по поводу бывшего цистерцианского монастыря Дюнамюнде, который был приобретён отделением Тевтонского ордена. Без епископского утверждения орден основал там комтурство, блокировал проход и самовольно распространил свой контроль над местом, где Западная Двина впадает в Рижский залив, взимая дань с торговых кораблей, входивших в устье и следовавших в сторону гавани. Захват был осуществлён по решению магистра Готфрида фон Рогге. Таким образом, важная крепость Дюнамюнде перешла во власть ордена в 1305 году в нарушение договора, который был заключен аббатом Вильгельмом в 1263 году, по которому аббат принял на себя обязательства никому не продавать и не передавать этот форпост без согласия городского совета и горожан. Регулярные жалобы Фредерика папской курии о насильственном захвате крепости не имели успеха, поэтому в 1307 году он лично отправился в Рим. Он отсутствовал в Риге до 1311 года, но затем он вернулся в сопровождении папского капеллана Франциска Молиано, который должен провести комиссию по расследованию случаев произвола, допущенного рыцарями-тевтонцами. Они наложили на Тевтонский орден отлучение от церкви и издали по этому поводу особый интердикт. В 1312 году Фредерик вернулся в Авиньон. За время его отсутствия Тевтонскому ордену удалось восстановить большую часть полномочий на территории подконтрольной ему Ливонии, и также капитул Домского собора вернул себе утраченную власть и уменьшил свою зависимость от папы.

## Продолжение конфликта
Спор архиепископа с Ливонским орденом по поводу обладания Дюнамюнде был частично разрешён папой Иоанном XXII в 1319 году. Владения в Дюнамюнде в итоге достались ордену, чьи права были подтверждены понтификом, который, по всей видимости, принял сторону ливонских рыцарей после уплаты ему неофициального вознаграждения. Побежденный Фредерик теперь пытался навредить ордену, в частности, тем, что он искал возможности воспрепятствовать возобновлению деятельности прусских и ливонских епархий, которые поддерживали политику ордена, но на этом поприще ему не удалось добиться ощутимых успехов.
После 1323 года великий князь Литовский Гедимин решил принять крещение и пригласить на эту процедуру в Литву влиятельных католических священнослужителей из соседних епархий. В связи с этим событием Фридрих вернулся в Ригу вместе с двумя папскими легатами в 1324 году. Здесь у него снова начались разногласия с немецким орденом, причиной которым послужили сомнения ордена по поводу разрешения крещения Гедимина. Когда Гедимин пошёл на попятный и отказался от перехода в христианскую веру по дипломатическим соображениям, Фридрих выдвинул в 1325 году новые серьёзные обвинения против Ливонского ордена. Прежде, чем он окончательно покинул Ливонию в этом же году, он повторил своё отлучение ордена от церкви.
Последующий спор между городом Ригой, который был на стороне литовцев, и Ливонским орденом перешёл в горячую фазу. Рижане окружили Дюнамюндскую крепость и установили осаду, а в ответ на это войска ордена под руководством магистра Эберхардта фон Монгейма блокировали Ригу с целью добиться окончательной капитуляции горожан. Наконец, в 1330 году в результате шестимесячной осады Рига была взята войсками Ливонского ордена и Фридриху, наблюдавшему за схваткой на расстоянии, пришлось смириться с тем, что Рига снова стала городом, подчинённым ордену. С этого времени он постоянно жил при папском дворе в Авиньоне. Оттуда он попытался управлять делами своего архиепископства с переменным успехом. Долгое отсутствие его в Риге способствовало тому, что его позиции в ливонском противостоянии были ослаблены.
В конце правления Фридриха в 1340 был построен каменный замок в Шваненбурге в восточной части архиепископских владений, главной функцией которого было защищать широкую пограничную территорию, подконтрольную Фридриху, от военных вторжений со стороны орденского замка Мариенбург.

## Библиотека
Известно, что Фридрих фон Пернштейн был очень образованным человеком и библиофилом. В Авиньоне, который был на тот момент считался центром церковной власти и духовной жизни, он обладал обширной библиотекой, в которой хранились значимые для того времени работы в области теологии, права и церковной истории. Эти книжные труды были украшены живописью, на которую он потратил собственные деньги. В дополнение к латинской и итальянской литературе, в его библиотечной коллекции также находился перевод Корана.